# Bob Crompton
Robert Crompton, más conocido como Bob Crompton (n. 26 de septiembre de 1879 en Blackburn, Inglaterra, Reino Unido-f. 16 de marzo de 1941 en Blackburn) fue un futbolista y entrenador británico de origen inglés, que desarrolló toda su carrera profesional con Blackburn Rovers y fue internacional por la selección de fútbol de Inglaterra.

## Biografía
Crompton ingresó por primera vez en Blackburn Rovers en el año 1896, y permaneció en el club como jugador hasta 1920, disputando 528 partidos en 24 años. Consiguió ganar con su equipo la Liga de Inglaterra en dos ocasiones (1912 y 1914), y pese a que también disputó encuentros amistosos con otros clubes nunca abandonó la disciplina de Blackburn. En su carrera como futbolista internacional llegó a jugar 41 partidos en los que fue 22 veces capitán, marcando un récord que no fue superado hasta 1952 por Billy Wright.
Tras retirarse como jugador, Crompton continuó como entrenador de Blackburn Rovers desde 1926 hasta 1930. Durante ese tiempo ganó la FA Cup de 1928 al imponerse al Huddersfield Town. Tras abandonar el banquillo dirigió al Bournemouth and Boscombe Athletic en la temporada 1935/36, y dos años después regresó al banquillo de los Rovers, a los que guio al ascenso a Primera División.
Crompton dirigió al equipo hasta su muerte, el 16 de marzo de 1941. El técnico falleció al término de un encuentro entre Blackburn y el Barnsley FC.

## Palmarés

### Como jugador
| Título             | Club             | País       | Año     |
| ------------------ | ---------------- | ---------- | ------- |
| Liga de Inglaterra | Blackburn Rovers | Inglaterra | 1911/12 |
| Liga de Inglaterra | Blackburn Rovers | Inglaterra | 1913/14 |

### Como entrenador
| Título                      | Club             | País       | Año     |
| --------------------------- | ---------------- | ---------- | ------- |
| FA Cup                      | Blackburn Rovers | Inglaterra | 1928    |
| Campeón de Segunda División | Blackburn Rovers | Inglaterra | 1938/39 |